# Дмитрієв Микола Миколайович
Дмитрієв Микола Миколайович (нар. 7 жовтня 1937 - помер 1 квітня 2022) — публіцист, письменник-прозаїк, історик-краєзнавець.

## Біографія
Народився 7 жовтня 1937 року у місті Луцьк у родині професорів Луцького педагогічного інституту.
Багато років викладав фізику та астрономію у ПТУ№6  в Луцьку.
Писав літературні твори, за радянських часів – у стіл. У 1990-х роках дебютував як автор пригодницьких та детективних романів. 
У київському видавництві "Зелений пес" Микола Дмитрієв та його дочка - лінгвістка за освітою Марія Дмитрієва, 1975 року народження, видали у співавторстві дилогію дитячих повістей «Заглушецька брама» та «Катамаран «Хі-хі» (обидві - у 2007 році). 
Також опублікував військово-пригодницькі твори: повість "Валіза майора Вєпша" (журнал "Світ пригод", 2002, №2) та повість "Караван до Сідігейро" - в журналі "Світ пригод", 2003, №4 (7).
За словами дочки письменника Марії, після розвалу Союзу – намагався знайти видавців в Україні, та, крім двох книг у Києві, та однієї книжки в Луцьку своїм коштом, майже нічого видати не вдалося. Тоді він погодився видаватися в Росії. Написав 20 історично-пригодницьких книжок. .
У деяких джерелах стверджується, що Дмитрієва з видавництвами Росії сконтактував луцький письменник Бортніков Сергій Іванович, 1957 року народження .
21 грудня 2013 року представники міжнародного експертного середовища серед російськомовних письменників країн колишнього СРСР, Іспанії, Німеччини та Ізраїлю - члени громадської організації "Международный Совет по фантастической и приключенческой литературе при Союзе писателей России", за результатом голосування всіх членів, прийняли наступне рішення:
"Премия «Во славу Отечества» в категории «За выдающийся вклад в развитие отечественной героико-исторической и военно-приключенческой литературы» присуждается Дмитриеву Николаю Николаевичу (г. Луцк, Украина), автору многочисленных военно-приключенческих произведений, активному организатору литературного процесса — за выдающийся вклад в развитие отечественной военно-приключенческой литературы". .
Таке рішення ініціював прозаїк-фантаст Віталій Пищенко з Москви, відповідальний секретар правління Союзу письменників РФ, до якого Дмітрієв вступив у 2012 р. Про це сам Пищенко повідомив на своєму сайті. 
.
У 2012 р. Дмитрієв виступив консультантом при написанні нової книги Андрія Кокотюхи «Червоний», що передує в багатьох українських рейтингах. У ній йдеться про подвиг вояків УПА, котрі воювали на два фронти, а потім поширювали свої ідеї серед в’язнів ГУЛАГу. .
Творчість Дмитрієва високо оцінив волинський політик Вітер Валентин Степанович - заступник голови Волинської облради у 2010-2014 роках, голова Волинської облради в 2014-2015 роках. Як висловився Вітер для журналу "Віче":
"Ще ж є Бортніков Сергій Іванович  і Микола Дмитрієв, твори яких посідають перші місця в багатьох московських рейтингах. На жаль, про це не завжди знають навіть волиняни. Мабуть, тому, що немає пророків на рідній землі. Українські видавництва не заохочують авторів, ба навіть часто-густо вважають, що їхні твори не матимуть фінансової перспективи. Отож нещодавно я посприяв виданню книжки Миколи Дмитрієва «Рубін з корони Вітовта». Парадокс: у Росії на твори цього прозаїка полюють, а в Україні він мусить шукати спонсорів! До речі, дія згаданої гостросюжетної оповіді розгортається в середньовічному Луцьку під час правління великого литовського князя Вітовта". .
Помер у Луцьку на 85-ому році життя, 1 квітня 2022 року.
Письменницею стала також його донька Дмитрієва Марія Миколаївна, 1975 року народження — українська ліва націоналістична активістка і радикальна феміністка, блогерка, перекладачка, учасниця Гендерної стратегічної платформи та Гендерної експертної платформи, тренерка з прав жінок, запрошена експертка програми «ООН Жінки», випускниця Програми імені Фулбрайта, США. .

## Творчість
Українською мовою опублікував наступні 5 книг:
- Заглушецька брама: Роман. — К.: «Джерела М», 2003.
- Валіза майора Вєпша. Пригодницькі повісті. – Львів: Універсум, 2004.
- Катамаран "Хі-Хі". – К.: Зелений пес, 2007.
- «Западня: детектив». — Луцьк: Надстир'я, 2010. — 366 с.
- «Рубін з корони Вітовта: історична повість». — Луцьк: Волинські старожитності, 2013. — 336 с.

.
Російською мовою опублікував наступні 15 книг (романи та збірники повістей, оповідань):
- «Любой ценой (сборник)» (Москва, 2010).
- «Казна императора» (Москва, 2010).
- «Тайна объекта „С-22“» (Москва, 2011).
- «Обязан выжить (сборник)» (Москва, 2011).
- «Майор из Варшавы» (Москва, 2012).
- «Третья причина» (Москва, 2012).
- «Под тремя башнями» (Москва, 2013).
- «Огненной тропой» (Москва, 2013).
- «Брестские ворота» (Москва, 2014).
- «Рубин из короны Витовта» (Москва, 2014).
- «Желтый саквояж» (Москва, 2014).
- «Карта царя Алексея» (Москва, 2016).
- «Горький сентябрь» (Москва, 2017).
- «В грозный час» (Москва, 2018).
- «На торный путь» (Москва, 2019).